# The American
The American is een Amerikaanse thrillerfilm uit 2010, geregisseerd door de Nederlandse filmregisseur Anton Corbijn en gebaseerd op de roman A Very Private Gentleman van Martin Booth.
De opnamen vonden plaats in het Zweedse Östersund en de Italiaanse plaatsen Castel del Monte, Sulmona, Campo Imperatore, Pacentro (het diner met Clara) en Rome.

## Verhaal
Jack (George Clooney), een huurmoordenaar en geweermaker, verblijft met zijn geliefde Ingrid (Irina Björklund) in een afgelegen hut in Zweden. Terwijl ze over een bevroren meer lopen ziet Jack opeens een sluipschutter. Het paar rent naar een plek achter de rotsen en Jack weet de schutter dood te schieten. Jack doodt meteen daarna Ingrid, evenals een andere gewapende man op een nabijgelegen weg en vlucht vervolgens naar Rome. Hij neemt contact op met zijn opdrachtgever: Pavel (Johan Leysen). Pavel benadrukt dat Jack niet in Rome kan blijven, geeft hem een mobiele telefoon en de sleutels van een auto en stuurt hem naar Castelvecchio, een klein stadje in de bergen van Abruzzen. Jack wordt wantrouwend. Hij gooit de mobiele telefoon weg en vlucht naar het nabijgelegen Castel del Monte.
Jack doet zich voor als Edward, een fotograaf van een tijdschrift, welk tijdschrift maakt hij niet duidelijk. Ondanks dat hij zich afzijdig houdt raakt hij bevriend met een priester, pater Benedetto (Paolo Bonacelli). Jack belt met Pavel, die hem een nieuwe opdracht geeft. In Castelvecchio ontmoet Jack zijn nieuwe klant: Mathilde (Thekla Reuten). Mathilde wil dat hij een scherpschuttersgeweer voor haar maakt voor een moord. Jack merkt tijdens het gesprek dat hij in de gaten gehouden wordt door een blonde man. Na het doornemen van de specificaties begint Jack een Ruger Mini-14 aan te passen en te voorzien van een zelfgemaakte knaldemper. Hij maakt gebruik van onderdelen uit de werkplaats van de zoon van de priester. Later vraagt Jack aan Mathilde om het wapen te komen testen. Mathilde is onder de indruk van de nauwkeurigheid en van de misleiding door de knaldemper. Ze vraagt hem om nog een paar aanpassingen te doen.
Ondertussen heeft Jack in een bordeel de prostituee Clara (Violante Placido) ontmoet. De twee beginnen een relatie. Jack is wantrouwend naar Clara en ontdekt in haar tasje een pistool. De twee gaan picknicken op de plek waar Jack en Mathilde ook het wapen hebben uitgetest. Hier confronteert hij haar met het pistool maar Clara verklaart dat er in de omgeving prostituees vermoord worden. Later die nacht ontdekt Jack dat hij gevolgd wordt door de blonde man. De blonde man probeert hem neer te schieten maar Jack is hem te slim af en doodt hem.
Jack en pater Benedetto krijgen steeds beter contact. De priester probeert hem te overtuigen om zijn leven te veranderen. Jack rijdt weer naar Castelvecchio en belt met Pavel. Jack geeft aan dat hij uit het vak wil stappen. Pavel gaat akkoord. De levering van het geweer zal zijn laatste opdracht zijn. Jack krijgt het vermoeden dat Mathilde het geweer zal gebruiken om hem te doden en doet nog een aanpassing. Hij ontmoet Mathilde in het café van een tankstation. Mathilde wil het wapen nog één keer bekijken en loopt met de koffer naar het toilet. Weer wordt Jack zenuwachtig. Voordat er iets kan gebeuren komt er een autobus met schoolkinderen en nemen ze afscheid van elkaar. Tijdens het wegrijden wordt Mathilde gebeld door Pavel. Hij vraagt of ze Jack gedood heeft. Het is niet gelukt maar ze blijft hem volgen. Pavel komt ook naar het dorp.
Terug in Castel del Monte komt Jack in een processie terecht. Hij loopt naar Clara, geeft haar het geld van de wapenverkoop en vraagt haar om samen te vluchten. Ondertussen staat Mathilde op een nabijgelegen dak met Jack in het vizier van het wapen dat hij haar zojuist geleverd heeft. Wanneer Mathilde de trekker overhaalt ontploft het geweer in haar gezicht. Jack ziet haar van het dak vallen en schreeuwt dat Clara naar de picknick-plek moet gaan. Hij rent met getrokken pistool naar de gewonde Mathilde. Ook pater Benedetto komt erop af. Mathilde is stervende en op de vraag voor wie ze werkt zegt ze: "Dezelfde man als jij ... Jack." Hierna dreigt Jack nog door Pavel gedood te worden. In de smalle straatjes komen ze elkaar tegen, de twee schieten op elkaar en Pavel valt dood neer. In de auto ontdekt Jack dat hij zelf ook geraakt is.
Jack bereikt de picknick-plek waar Clara staat te wachten. Hij wuift met zijn bebloede hand naar Clara die glimlacht. Daarop zijgt Jack ineen in de auto, die zachtjes doorrolt tot tegen een boom. Een vlinder stijgt op van de auto, het suggereert Jacks geest die zijn lichaam verlaat. Jack had een markante tatoeage van een vlinder tussen zijn schouderbladen.

## Rolverdeling
- George Clooney als Jack / Edward
- Violante Placido als Clara
- Thekla Reuten als Mathilde
- Paolo Bonacelli als Father Benedetto
- Irina Björklund als Ingrid
- Johan Leysen als Pavel